# 紐約世界報
《紐約世界報》是1860年至1931年間在美國紐約市發行的一份新聞報紙，是民主黨的喉舌。1883年被約瑟夫·普利策買下之後，它變成了一份黄色新闻報紙，靠聳人聽聞的故事和花邊新聞吸引眼球。1930年，它被普利策家族賣掉，和《紐約電訊報》（The New York Telegram）合併成《紐約世界-電訊報》（New York World-Telegram），後者在1966年停刊。